# Arturo Álape
Arturo Álape (Cali, 3 de noviembre de 1938-Bogotá, 7 de octubre de 2006), seudónimo de Carlos Arturo Ruiz, fue un escritor, periodista, historiador, pintor y guionista colombiano.

## Biografía
Estudió pintura en el Instituto de Cultura Popular de Cali (1955-1959), pero a mediados de los años 1960 decide abandonar el arte para dedicarse "por completo a la agitación revolucionaria".
Militante de la Juventud Comunista, a mediados de 1965 sale de Bogotá "para el campo a cumplir tareas políticas". Tres años más tarde, enfermo de paludismo, abandona la guerrilla.
Sus primeros pasos en la literatura, a la que decidió consagrarse después de regresar de la selva, los dio como cuentista: en 1970 publicó su primer volumen de relatos bajo el título de La bola del monte. A este le siguirían otros tres más una premiada obra de teatro y dos libros de no ficción antes de sacar su primera novela, Noche de pájaros, en 1984.
En los años 1970 decidió adoptar el apellido de Jacobo Prías Álape como homenaje a este líder comunista que organizó la resistencia campesina en el sur del Tolima en los años de La Violencia, cuyo asesinato fue el punto de partida del conflicto armado colombiano. Como él mismo explicó: "En el año 61 me fui a la Unión Soviética. La estadía era clandestina porque fui a estudiar política. Las cartas para mi familia eran firmadas por Arturo Álape".
Marxista convencido, Arturo Álape sintió afinidad por ese grupo guerrillero y escribió dos biografías del comandante Manuel Marulanda Vélez, Tirofijo: Las vidas de Pedro Antonio Marín, Manuel Marulanda Vélez- Tirofijo (1989) y Tirofijo: los sueños y las montañas (1994). A su pluma se deben también cuatro obras sobre el 9 de abril de 1948 y el asesinato de Jorge Eliécer Gaitán: El Bogotazo: Memorias del olvido (1983); Noche de pájaros (1984), El Bogotazo: La paz, la violencia. Testigos de excepción (1985) y El cadáver insepulto (2005).
Además de prosa, Álape escribió poemas, que fueron reunidos en 2004 en el libro Luz en la agonía del pez. Fue coautor, con el grupo La Candelaria, de la pieza Guadalupe años sin cuenta, que obtuvo el Premio Casa de las Américas 1976 de teatro.
Debido a su militancia, Álape fue amenazado varias veces, lo que le llevó a vivir varios años en el exilio, primero en Cuba y después en Alemania. Enseñó en varias universidades y sus últimos años los dedicó principalmente a la pintura.
A mediados de los años 1990 se le diagnosticó leucemia; lucharía contra la enfermedad durante una década: falleció el sábado 7 de octubre de 2006, tras nueve días de permanencia en la Clínica Jorge Piñeros Corpas, en el norte de Bogotá.

## Obras
Cuento
- La bola del monte, 1970
- Las muertes de Tirofijo, Ediciones Abejón Mono, Bogotá, 1972
- Relatos, 1985
- Conversación con la ausencia y otros relatos, Seix Barral, Bogotá, 2007

No ficción
- Diario de un guerrillero, Ediciones Abejón Mono, 1970
- Un día de septiembre: testimonio del paro cívico 1977, Ediciones Armadillo, Bogotá, 1980
- El Bogotazo: memorias del olvido, Fundación Universidad Central, Bogotá, 1983
- La paz, la violencia: testigos de excepción, Planeta, Bogotá, 1985
- Las vidas de Pedro Antonio Marín, Manuel Marulanda Vélez, Tirofijo, Planeta, 1989
- Tirofijo: los sueños y las montañas 1964-1984, 1994
- Ciudad Bolívar: la hoguera de las ilusiones, Planeta, Bogotá, 1995
- Río de inmensas voces: ...y otras voces, Temas de Hoy, Bogotá, 1997
- Manuel Marulanda, Tirofijo : Colombia : 40 años de lucha guerrillera, Txalaparta, 2000
- Yo soy un libro en prisión, crónicas, Intermedio, Bogotá, 2002
- La Ciudad Bolívar de los jóvenes, Planeta, Bogotá, 2006

Novela
- El cadáver de los hombres invisibles, Ediciones Alcaraván, Bogotá, 1979
- Noche de pájaros, Planeta, Bogotá, 1984
- Julieta: los sueños de las mariposas, Planeta, Bogotá, 1994
- Mirando al final del alba, Espasa, 1998
- Sangre ajena, Planeta, Bogotá, 2000
- El cadáver insepulto, Seix Barral, Bogotá, 2005

Como editor
- Valoración múltiple sobre Tómas Carrasquilla, 1990
- Valoración múltiple sobre León de Greiff, 1995

En coautoría
- La eterna historia del yo no fui: el cuento de los auxilios, 1993 (con: Carlos Alonso Lucio)
- Frida Kahlo: miradas en el espejo 2004 (con: Carlos Montalvo)

Literatura infantil
- El caimán soñador, Panamericana Editorial, 2003
- El caballo y su sombra, Panamericana Editorial, 2003

Poesía
- Luz en la agonía del pez, poesía, San Librario, 2004

### Audiovisual
- El basuro, 1968, cortometraje (inacabado), en compañía de Carlos Mayolo, Juan José Vejarano y Hernando González
- Campesinos, 1976, guion largometraje documental, junto con los directores Jorge Silva y Marta Rodríguez
- Confesión a Laura, colabora en las transcripciones radiales de El Bogotazo para el largometraje de Jaime Osorio (1990)
- El vuelo de la risa, 1993, corto documental que dirige con Priscila Padilla
- Música y colores en las lomas, guion, 1995, documental realizado por Luis Alberto Restrepo, basado en la novela Ciudad Bolívar: la hoguera de las vanidades
- Entrevistas en los capítulos Muerto de dolor y Otro nueve de abril, de la serie para televisión Crónicas de país dirigida por Juan Ortiz Osorno en las que Álape, Eduardo Umaña Luna y Lisandro Duque debaten la personalidad del asesino de Jorge Eliécer Gaitán, 1998
- Participación en 1998 en el programa televisivo Letra viva presentado por Óscar Collazos
- Azucenas también florecen estos días, guion inédito que se encuentra en la Fundación Patrimonio Fílmico Colombiano

## Premios y distinciones
- Premio Casa de las Américas 1976 de teatro como coautor de Guadalupe años sin cuenta
- Premio Nacional de Periodismo Simón Bolívar 1999 a la mejor narración periodística en crónica
- Doctor honoris causa por la Universidad del Valle (2003)
- Condecoración José Acevedo y Gómez, en el grado de Gran Cruz, concedida en 2006 por el Concejo de Bogotá